# Vattenkraft i Spanien
Vattenkraften i Spanien är av betydelse för landets elförsörjning. Framförallt landets tidiga elektrifiering var mycket beroende av vattenkraften, som 1942 stod för 92 % av landets elproduktion. Sedan dess har andelen minskat till något under 20 % av landets el. Den installerad effekt på 20 425 MW är den femte största i Europa. I landet finns också pumpkraftverk med en totalt kapacitet, i slutet av 2023, på 5 650 MW, eller 27,7 % av den totala systemkapaciteten.

## Största enskilda kraftverk/dammar
Det största enskilda vattenkraftverket är Aldeadávila som dämmer upp Duero när gränsen mot Portugal. Den har en effekt på  1 139 MW. Totalt har vattenkraftverk längs Duero en effekt på 3 161 MW. Andra stora kraftverk är Cortes-La Muela (vid Jucar), som är ett pumpkraftverk vilket även har möjlighet att pumpa upp vatten med en effekt på 1 520 MW, Alcántara (vid Tajo), Villarino (vid Tormes, en biflod till Duero) och Saucelle (vid Duero).
| Namn            | Årlig produktion (GWh) | Installerad effekt (MW) | Vattendrag | Provins   | Kommun               | Företag   |
| --------------- | ---------------------- | ----------------------- | ---------- | --------- | -------------------- | --------- |
| Aldeadávila     | 2 400                  | 1 139                   | Duero      | Salamanca | Castilla y León      | Iberdrola |
| Alcántara       | 1 750                  | 915                     | Tajo       | Cáceres   | Extremadura          | Iberdrola |
| Cortes-La Muela | 1 625                  | 1 720                   | Júcar      | Valencia  | Comunidad Valenciana | Iberdrola |
| Villarino       | 1 376                  | 810                     | Tormes     | Salamanca | Castilla y León      | Iberdrola |
| Saucelle        | 900                    | 525                     | Duero      | Salamanca | Castilla y León      | Iberdrola |

## Pumpkraftverk
Landet står med 5 650 MW för drygt 10 % av Europas kapacitet, vilket gör det till tredje största land i Europa efter Tyskland och Italien. Flera nya projekt har godkänts under 2020-talet, bl.a. Chira (200 MW, lagringskapacitet 3,6 GWh) på Gran Canaria och Valdecañas (275 MW, inklusive 15 MW batterier, total lagringskapacitet: 210 GWh).